# Hanna Titimets
Hanna Titimets (née le 5 mars 1989 à Pavlohrad) est une athlète ukrainienne spécialiste du 400 mètres haies.

## Carrière
En 2011, Hanna Titimets porte son record personnel sur 400 m haies à 54 s 69, et se classe par ailleurs deuxième des Championnats d'Europe espoirs d'Ostrava derrière sa compatriote Hanna Yaroshchuk.
En janvier 2019, elle est disqualifiée deux ans pour dopage, et tous ses résultats du 26 juin 2012 au 26 juin 2014 sont supprimés.

## Palmarès
| Date | Compétition                       | Lieu             | Résultat | Épreuve     |
| ---- | --------------------------------- | ---------------- | -------- | ----------- |
| 2007 | Championnats d'Europe juniors     | Hengelo          | 8e       | 400 m haies |
| 2007 | Championnats d'Europe juniors     | Hengelo          | 2e       | 4 x 100 m   |
| 2008 | Championnats du monde juniors     | Bydgoszcz        | 4e       | 400 m haies |
| 2009 | Championnats d'Europe espoirs     | Kaunas           | 4e       | 400 m haies |
| 2009 | Championnats d'Europe espoirs     | Kaunas           | 4e       | 4 x 400 m   |
| 2010 | Championnats d'Europe             | Barcelone        | 4e       | 4 x 400 m   |
| 2011 | Championnats d'Europe en salle    | Paris            | 6e       | 4 x 400 m   |
| 2011 | Championnats d'Europe par équipes | Stockholm        | 4e       | 400 m haies |
| 2011 | Championnats d'Europe espoirs     | Ostrava          | 2e       | 400 m haies |
| 2011 | Universiade                       | Shenzhen         | 1re      | 4 x 100 m   |
| 2012 | Jeux olympiques                   | Londres          | DQ       | 400 m haies |
| 2013 | Universiade                       | Kazan            | DQ       | 400 m haies |
| 2013 | Championnats du monde             | Moscou           | DQ       | 400 m haies |
| 2014 | Championnats d'Europe             | Zurich           | 2e       | 400 m haies |
| 2015 | Championnats d'Europe par équipes | Tcheboksary      | 2e       | 400 m haies |
| 2016 | DécaNation                        | Marseille        | 2e       | 400 m haies |
| 2016 | Ligue de diamant                  | Ligue de diamant | 7e       | 400 m haies |

### Records
| Épreuve     | Performance | Lieu   | Date         |
| ----------- | ----------- | ------ | ------------ |
| 400 m haies | 54 s 56     | Zurich | 16 août 2014 |